# Playa de Las Teresitas

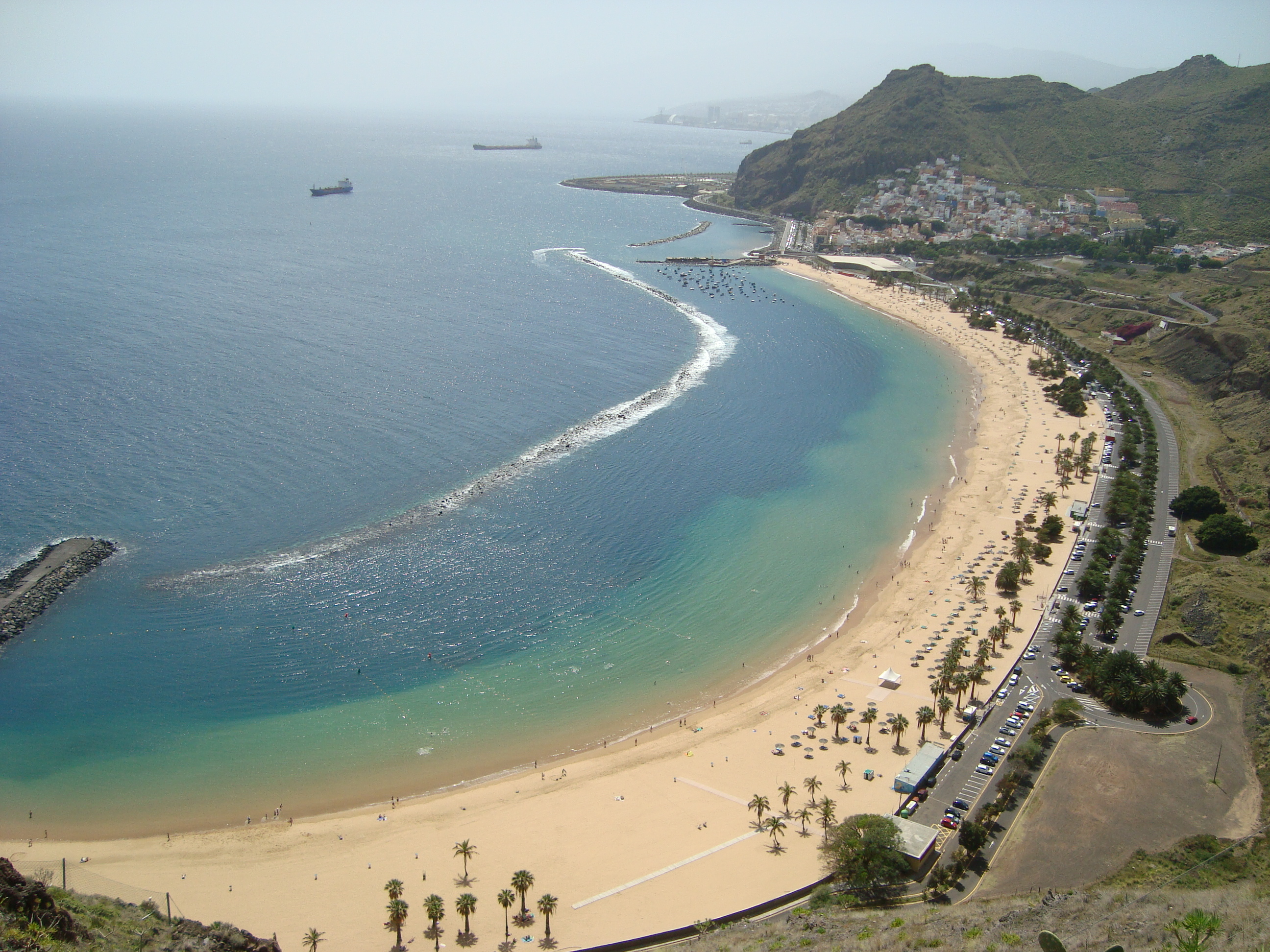
Playa de Las Teresitas

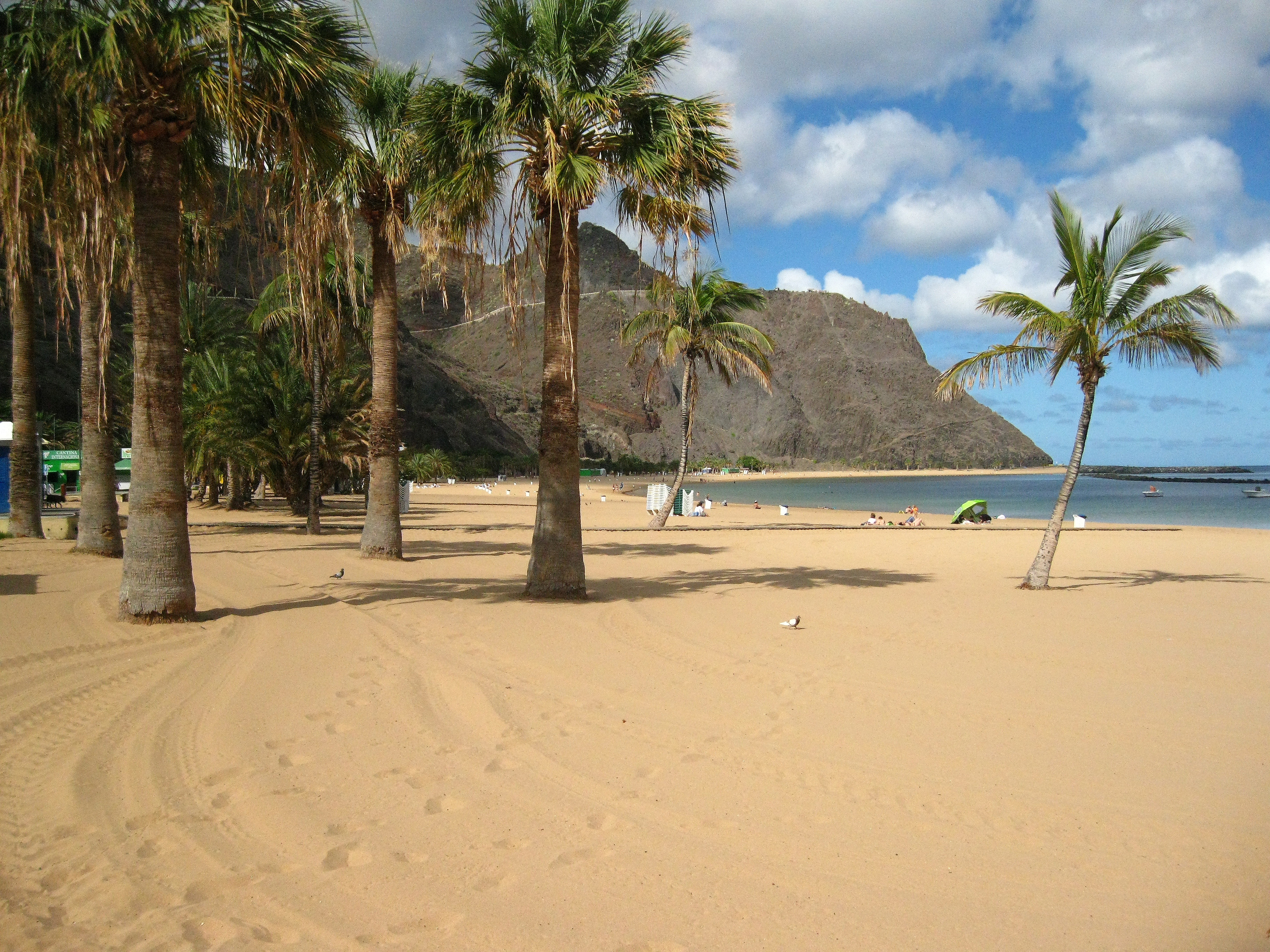
Playa de Las Teresitas

Der Strand Playa de Las Teresitas (auch: Teresitenstrand) liegt im Nordosten der zu Spanien gehörigen Kanareninsel Teneriffa, nördlich des Ortes San Andrés und 9 km von der Hauptstadt Santa Cruz de Tenerife entfernt.
Der knapp zwei Kilometer lange Strand am Atlantik besteht aus den drei Teilen: Tras la Arena, Los Moros und Las Teresas. Auf den ursprünglichen schwarzen Sand vulkanischer Herkunft wurde 1973 weißer Sand aufgelegt, der in der Sahara beschafft worden war. Ein etwa 1000 Meter langer Wellenbrecher schützt vor Erosion. Nördlich des Strands schließt sich das Anaga-Gebirge an.